# Johann Friedrich Agricola
Johann Friedrich Agricola, född 4 januari 1720 i Dobitschen, Thüringen, död 2 december 1774 i Berlin, var en tysk musiker och kompositör.

## Biografi
Agricola studerade juridik i Leipzig (1738–1741) och studerade samtidigt musik under Johann Sebastian Bach.
Han var släkting till Georg Friedrich Händel, och blev kapellmästare vid operan i Berlin 1759 efter Carl Heinrich Graun. Han skrev ett antal italienska operor, liksom visor, koral preludier, olika andra klaviaturstycken och kyrkomusik, särskilt oratorier och kantater. Hans renomé vilar dock huvudsakligen på hans teoretiska och kritiska skrifter om musikaliska ämnen. 
Agricola var gift med den betydande sångerskan Benedetta Emilia Molteni.